# Film i Värmland
Film i Värmland är ett av Sveriges 19 regionala resurscentrum för film och video och fungerar sedan 2007 som en verksamhet inom Region Värmland och enheten för kultur och folkbildning. Film i Värmland grundades 1996 av Ulf Nordström och verksamheten låg då under landstinget i Värmland.

## Verksamheten
Film i Värmland arbetar inom främst tre områden: pedagogik, visning och produktion. Sedan övergången till Region Värmland är arbetet för tillväxten i Värmland en viktig aspekt av verksamheten. Insatser i skolorna med den s.k. Mobila videoverkstaden, stöd till biografer samt utveckling och stöd och kort- och dokumentärfilm ingår i uppdraget.
Stöd till långfilm är inte normalt en del av uppdraget men sedan 2007 har några långfilmsprojekt fått stöd. Mest framgångsrik av dessa har Rallybrudar med totalt 245 000 biobesök och som också nått en stor publik genom TV och DVD.
Film i Värmland finansierar och medarrangerar sedan 1998 Värmlands regionala filmtävling Filmörnen.